# Media Perspektiven
Media Perspektiven ist ein Online-Publikationsdienst, hervorgegangen aus einer Fachzeitschrift, die sich mit medienwissenschaftlichen, medienpolitischen, medienökonomischen und medienrechtlichen Themen beschäftigt. Die Zeitschrift erschien 1970 bis 2022. Sie ist hervorgegangen aus dem „Hinweisdienst der Werbung im Rundfunk“, der seit 1963 von der hr-Werbung herausgegeben worden war. Seit 1998 ist die Zeitschrift bei der ARD Media GmbH in Frankfurt am Main angesiedelt. Herausgeber ist der Intendant des Hessischen Rundfunks in Zusammenarbeit mit der ARD MEDIA GmbH.
Media Perspektiven beobachtet und untersucht die Entwicklung der Massenmedien und des Werbemarktes in Deutschland und in anderen Ländern. Häufig in Media Perspektiven behandelte Themen sind u. a. die Mediennutzung, der Werbemarkt, die Programmstrukturen von öffentlich-rechtlichen und privaten Fernsehanbietern, die Medienkonzentration, sowie die digitalen Medien. Die Zeitschrift ist außerdem der Publikationsort regelmäßig durchgeführter Studien wie z. B. der ARD/ZDF-Onlinestudie, der Langzeitstudie Massenkommunikation und der Programmanalyse.
Neben der Zeitschrift werden die jährlich erscheinende Datensammlung Media Perspektiven Basisdaten – Daten zur Mediensituation in Deutschland und die unregelmäßig erscheinenden Media Perspektiven Dokumentationen publiziert. Ferner wird die Schriftenreihe Media Perspektiven betreut, in der vorwiegend Studien im Auftrag der ARD/ZDF-Forschungskommission erscheinen.
Die Zeitschrift erscheint monatlich.
Alle Ausgaben der Zeitschrift seit 1997 können über das Online-Archiv genutzt werden.